# 孔明街道
孔明街道，原为孔明乡，是中华人民共和国四川省成都市邛崃市下辖的一个乡镇级行政单位。2019年12月，撤销卧龙镇、孔明乡，设立孔明街道，以原卧龙镇和原孔明乡所属行政区域为孔明街道的行政区域。孔明街道办事处驻龙府路149号。

## 行政区划
孔明街道下辖以下地区：
太阳社区、郭山村和姜殿村。